# 셀레우코스 1세 니카토르
셀레우코스 1세 니카토르(그리스어: Σέλευκος Α΄ Νικάτωρ, 힌디어: सेल्यूकस, 기원전 358년 ~ 기원전 281년)는 알렉산드로스 대왕의 사후 분열된 제국의 승계권을 두고 싸웠던 디아도코이들 중 한명이다.
제국이 분열된 후 바빌론의 총독으로 임명되었고, 후에 시리아와 이란 지역에 셀레우코스 제국을 세워 기원전 281년 프톨레마이오스 케라우누스에게 암살당하기 전까지 통치했다. 그의 칭호인 Nicator(니카토르)는 그의 아들인 안티오코스 1세 소테르가 붙여준 칭호인데, 그 뜻은 승리자란 뜻이다.
그는 알렉산드로스 대왕의 페르시아 원정에 참여하였다가 알렉산드로스 제왕의 민족융합정책으로 페르시아 수사에서의 집단 결혼식에서 박트리아의 왕의 딸과 결혼했다.

## 생애
그는 마케도니아의 필리포스 2세 휘하의 귀족이자 장군이었던 안티오코스의 아들로 태어났다.
어렸을때부터 군사적 관심이 많았던 그는 마케도니아군에 입대를 하여 점차 그의 입지를 다져가게되고 훗날 필리포스 2세와 알렉산드로스 3세의 눈에 띄게 되었고 특히 알렉산드로스의 동방원정때 함께하였다. 대표적으로 이수스 전투, 가우가멜라 전투에서도 참여한다.

## 디아코도이의 분열
하지만 기원전 323년, 아케메네스 왕조 페르시아의 영토 상당 부분을 정복한 대왕 알렉산드로스 3세는 바빌론에서 갑작스러운 죽음을 맞는다. 그의 아들 알렉산드로스 4세는 아직 엄마인 록사네의 뱃속에 있었고 대왕은 후계자를 지명하지 못하고 죽었다. 대왕의 병세가 위중하다는 말을 듣고 급히 달려온 마케도니아 장군들은 명확한 후계자가 없다는 사실을 알게 되자 곧바로 딴 생각들을 품기 시작한다. 당시 대왕의 임종을 지켜본 장군들 중 중요한 인물들을 꼽아보면 아래와 같다.
- 페르디카스(Perdiccas) : 최선임 기병대장
- 멜레아그로스(Meleager) : 팔랑크스 지휘관
- 프톨레마이오스(Ptolemy) : 팔랑크스 지휘관, 소테르(Soter, "구원자")
- 레온나토스(Leonnatus) : 팔랑크스 지휘관
- 리시마코스(Lysiamchus) : 팔랑크스 지휘관
- 셀레우코스(Seleucus) : 히파스피스타이 지휘관, 니카토르(Nikator, "승리자")
- 페우케스타스(Peucestas) : 페르시아의 사트라프
- 에우메네스(Eumenes) : 왕실 서기, 유일한 그리스인.

아래는 임종 자리엔 없었지만 중요한 인물들이다.
- 안티파트로스(Antipater) : 마케도니아 섭정, 마케도니아에 체류중, 장군들 중 최연장자
- 카산드로스(Cassander) : 안티파트로스의 아들
- 크라테로스(Craterus) : 팔랑크스 지휘관, 후임 마케도니아 섭정, 킬리키아에 체류중
- 폴리페르콘(Polyphercon) : 안티파트로스 사후 마케도니아 섭정
- 안티고노스(Antigonus) : 프리기아의 사트라프, 모노프탈모스(Monophtalmos, "애꾸눈")
- 데메트리오스(Demetrius) : 안티고노스의 아들, 폴리오르케테스(Poliorketes, "도시 공격자")

처음 현안은 다음 왕을 누구로 할 것인가였다. 멜레아그로스와 보병 장교들은 필리포스 2세의 사생아, 즉 대왕의 이복 동생이었던 필리포스 아리다이오스를 옹립할 것을 주장했지만, 페르디카스는 알렉산드로스 대왕의 제1왕비의 자식이 태어나기를 기다리자고 주장했다. 결국 록사네는 아들을 낳았고 양측의 입장을 절충하여 아리다이오스와 갓난 아들 알렉산드로스를 각각 필리포스 3세(필리포스 3세 아리다이오스)와 알렉산드로스 4세로 옹립하였다. 하지만 필리포스 3세는 간질 환자였고, 알렉산드로스 4세는 갓난아이였기에 페르디카스가 왕국 섭정이 되고 멜레아그로스가 그를 보좌하기로 했다. 하지만 페르디카스는 곧 멜레아그로스를 암살하고 전권을 차지했다.

## 바빌론 회의
권력을 잡은 페르디카스는 바빌론에서 회의를 개최하여 장군들에게 제국 각지의 사트라프 자리를 분배했는데, 프톨레마이오스는 이 때 이집트를 받아 기반을 다질 수 있었다. 에우메네스를 제외한 모든 유력 장군들이 마케도니아인이었으로 마케도니아의 향방이 중요해졌는데, 마케도니아는 최고참인 안티파트로스와 크라테로스가 공동 통치하기로 했다. 마침 알렉산드로스의 부고를 틈타 아테네를 중심으로 한 그리스 폴리스들이 반란을 일으켰으나 두 장군이 이끄는 마케도니아군에게 참패했는데, 이를 〈라미아 전쟁〉이라고 한다.
최고 지위를 차지한 페르디카스는 권력욕이 심해져 아내와 이혼하고 알렉산드로스 대왕의 누이였던 클레오파트라와 재혼하려고 했는데, 그 이혼당한 아내가 안티파트로스의 딸이었으므로 그의 분노를 사게 되었다. 이에 안티파트로스와 크라테로스, 안티고노스, 프톨레마이오스가 남몰래 손잡고 페르디카스에 대해 반란을 일으키기로 했다.

## 디아도코이 전쟁
기원전 320년 프톨레마이오스의 군대가 대왕의 관을 마케도니아 아이가이(Aigai)의 왕실 묘지로 운구하던 페르디카스 측 군대를 습격하여 관을 탈취하면서 양측의 본격적인 대결이 시작되었다. 통합된 제국을 유지하고자 했던 에우메네스가 페르디카스의 명에 따라 반란자들 중 하나인 마케도니아 공동 섭정 크라테로스와 싸워 전사시켰지만, 이집트로 원정을 떠났던 페르디카스가 갑작스레 암살되면서 전면전으로 비화하지는 않았다.

## 트리파라데이소스 협정
이후 〈트리파라데이소스 협정〉을 통해 전후 처리가 이루어졌다. 새 섭정은 안티파트로스가 되었으며 두 왕(필리포스 3세와 알렉산드로스 4세)는 마케도니아로 이송되었다. 사트라프 자리도 재분배되었는데, 리시마코스가 트라키아를 받았고 페르디카스 암살에 일조한 셀레우코스가 바빌론을 받았다.
트리파라데이소스 협정에서 장군들은 페르디카스의 명령에 따라 크라테로스와 싸워 그를 죽인 에우메네스를 없애기로 합의했다. 이에 기원전 319년, 안티고노스가 대군을 이끌고 카파도키아에 있던 에우메네스를 공격하여 그를 노라라는 산악 요새에 고립시켰다. 하지만 마케도니아에서 섭정 안티파트로스가 사망하면서 새 섭정으로 폴리페르콘을 지명했고, 동맹할 만한 세력을 찾던 폴리페르콘이 에우메네스와 손을 잡고 그를 지원하였으므로 에우메네스는 무사히 탈출했다.
안티파트로스의 아들이던 카산드로스는 자신을 제치고 폴리페르콘이 섭정이 된 것에 불만을 가졌다. 그는 폴리페르콘에 맞서기 위해 안티고노스, 리시마코스, 프톨레마이오스 등과 동맹을 맺었다. 그리스와 마케도니아 일대에서 벌어진 내전에서 카산드로스가 승리했고, 패배한 폴리페르콘은 동탁이 어린 황제를 데리고 가듯 어린 알렉산드로스 4세와 록사나를 데리고 알렉산드로스 3세의 어머니인 올림피아스와 자신의 고향인 에페이로스로 탈출했다. 에페이로스에서 군세를 정비한 폴리페르콘과 올림피아스는 마케도니아를 다시 침공했고, 올림피아스는 필리포스 3세와 그 아내 에우리디케를 생포하여 죽여버렸다. 하지만 그들은 카산드로스에게 또다시 패했고, 카산드로스는 올림피아스를 왕을 죽인 죄로 재판에 부쳐 처형시키고 마케도니아를 장악하였다.
안티고노스에게서 탈출한 에우메네스는 메소포타미아로 이동하여 군세를 재정비했지만, 문관 출신에다 그리스인이라는 이유로 다른 장군들이나 부하들로부터 경원시되었다. 그 탓으로 안티고노스에게 점점 밀리다가 두 차례의 큰 전투에서 연달아 패했다. 결국 기원전 315년 안티고노스의 사주를 받은 자기 부하들에게 사로잡힌 에우메네스는 안티고노스에게 인도되어 처형당했고, 안티고노스는 아나톨리아에서 시리아, 메소포타미아, 이란에 이르는 영토를 장악했다. 이때 바빌론의 사트라프로 있던 셀레우코스는 안티고노스에 의해 쫓겨나 이집트의 프톨레마이오스에게로 도망쳤다.
이처럼 안티고노스의 세력이 너무 강해지자 기원전 314년 프톨레마이오스, 카산드로스, 리시마코스가 손을 잡고 안티고노스와 맞섰다. 하지만 안티고노스는 이에 맞서 영토를 더욱 확장하는 한편 펠로폰네소스 지역에 잔존해 있던 폴리페르콘 세력과 연합했다. 이에 카산드로스와 리시마코스가 아나톨리아를 공격했고, 안티고노스는 이를 격퇴하기 위해 북진했다. 하지만 기원전 312년 안티고노스의 아들 데메트리오스가 가자 전투에서 프톨레마이오스에게 패배하고, 프톨레마이오스의 지원을 받은 셀레우코스가 바빌론을 수복하자 안티고노스는 다시 남하해야 했다. 이쯤 되자 안티고노스와 프톨레마이오스 모두 휴전을 바라게 되었고, 결국 카산드로스-리시마코스-프톨레마이오스와 안티고노스는 휴전 협정을 맺었다.
이 휴전 협정은 중요한 의미를 가지는데, 왜냐하면 이 협정은 마케도니아의 카산드로스, 트라키아의 리시마코스, 이집트의 프톨레마이오스, 아나톨리아와 시리아의 안티고노스가 모두 외교 관계를 수립할 수 있을 정도로 독자적인 세력을 가졌음을 공인한 것이기 때문이다. 실제로 카산드로스는 이 협정 이후 별 필요가 없어진 알렉산드로스 3세의 마지막 혈육 알렉산드로스 4세와 그 어머니 록사나를 죽여버렸다. 그리고 폴리페르콘을 보내 알렉산드로스 3세의 사생아이자 그의 마지막 자손이었던 헤라클레스마저 독살함으로써 알렉산드로스 대왕의 대는 단절되었다. 한편 바빌론을 차지한 셀레우코스는 동쪽으로 계속해서 영향력을 확대했고, 안티고노스는 그를 저지하기 위해 기원전 311년부터 309년까지 바빌론을 공격했으나 이기지 못했다.
휴전 협정으로 잠시 숨을 돌리자 디아도코이들은 곧바로 딴 생각들을 품었다. 기원전 308년 카산드로스는 폴리페르콘과 화해했고, 이에 그리스 폴리스들이 동요하자 프톨레마이오스가 안티고노스와 은근슬쩍 손을 잡고 에게 해와 펠로폰네소스에 쳐들어갔다. 하지만 별 성과를 얻지는 못했고 안티고노스와의 협력도 곧 무산되었다. 기원전 307년 카산드로스가 에페이로스에 간 사이 데메트리오스가 아테네를 점령했고, 기원전 306년에는 키프로스로 쳐들어가 프톨레마이오스의 군대를 연속으로 격파하고 키프로스를 장악했다. 이 때부터 안티고노스와 데메트리오스는 공공연히 왕을 칭하기 시작했고, 카산드로스, 리시마코스, 프톨레마이오스, 셀레우코스도 뒤질세라 왕위를 자처했다.
카산드로스와 프톨레마이오스에게 모두 한 방씩 먹인 데메트리오스는 기원전 305년 로도스를 공격했고, 엄청나게 거대한 공성탑 헬레폴리스를 동원하기도 했지만 결국 로도스를 함락하는 데는 실패했다. 대신 로도스는 프톨레마이오스를 공격할 때만 빼면 안티고노스를 지원할 것을 약속해야 했다. 데메트리오스는 그리스로 돌아가 자신을 중심으로 한 새로운 폴리스 동맹을 창설했고, 궁지에 몰린 카산드로스는 휴전 협정을 시도했으나 무산되었다.
이에 카산드로스는 안티고노스를 대적하기 위해 리시마코스와 프톨레마이오스, 셀레우코스에게 구원을 요청했고, 가장 가까운 트라키아에 있던 리시마코스가 아나톨리아에 침입하자 그리스의 데메트리오스는 아버지 안티고노스를 돕기 위해 아나톨리아로 철수했다. 아나톨리아를 휩쓸고 다니던 리시마코스의 군대는 이프소스에서 안티고노스와 데메트리오스의 군대에 의해 고립되었는데, 때마침 셀레우코스의 군대가 당도하여 양측 사이에 대전투가 벌어진다. 이것이 기원전 301년 벌어진 〈이프소스 전투〉로, 디아도코이 전쟁 가운데 가장 큰 규모였으며 셀레우코스의 압승으로 끝났다. 당시 80대 노인이던 안티고노스는 전사했고, 데메트리오스만 패잔병을 이끌고 겨우 그리스로 탈출할 수 있었다.
이와 같은 ‘셀레우코스의 역습’이 가능했던 것은 서방에서 디아도코이들끼리 각축전을 벌이는 동안 셀레우코스는 큰 방해를 받지 않고 땅따먹기 하듯 알렉산드로스 제국의 동방 영토를 차례차례 차지했기 때문이다. 이를 저지할 만한 유일한 세력은 한창 인도 전역을 석권하고 있던 찬드라굽타의 마우리아 제국이었으며, 셀레우코스는 마우리아 제국의 동방 영토를 공격하려고 셀레우코스-마우리아 전쟁을 일으켰지만, 기원전 303년 아라코시아와 게드로시아, 드란기아나 및 그 외의 모든 인도 접경 영토를 마우리아 제국에게 양도하고 딸을 찬드라굽타와 결혼시키는 대신 인도코끼리 500마리를 받는 조건으로 평화 협정을 맺었다. 이로써 인도 접경 영토를 잃고 대신 코끼리들을 얻은 셀레우코스는 기본적인 수적 우위에 더해 페르시아 기병과 인도 코끼리까지 동원한 압도적인 전력으로 안티고노스에게 결정타를 가할 수 있었다.
결론적으로 알렉산드로스 제국의 아시아 영토의 대부분을 차지하여 헬레니즘 국가들 중에서 제일 영토가 넓게 된 것이다.

## 죽음
프톨레마이오스 1세 소테르의 장남이자 프톨레마이오스 1세 사후의 후계다툼에서 밀려나 망명해 온 프톨레마이오스 케라우노스에게 암살당했고, 셀레우코스의 아들인 안티오코스 1세 소테르가 그를 이어 왕이 되었다.
안티오코스 1세는 자신의 아버지 셀레우코스 1세 니카토르 사후에 그를 신격화 시켰다.